# US Hollerich Bonnevoie
El US Hollerich Bonnevoie fue un equipo de fútbol de Luxemburgo que alguna vez jugó en la Division Nationale, la liga de fútbol más importante del país.

## Historia
Fue fundado en el año 1909 en la ciudad de Luxemburgo como uno de los equipos fundadores de la Division Nationale en la temporada 1909/10, y se convirtió en uno de los equipos de fútbol más dominantes durante los primeros años de existencia de la liga, consiguiendo dos títulos de liga en la década de 1910. En la temporada de 1916/17 terminaron como campeones tras ganar todos sus partidos.
El club desapareció en el año 1925 luego de fusionarse con el JS Verlorenkost para crear al Union Luxembourg.

## Palmarés
- Division Nationale: 5

1911-12, 1913-14, 1914-15, 1915-16, 1916-17